# Economia della California
L'economia della California, una delle più importanti e sviluppate del mondo, è la maggiore tra quelle degli Stati degli Stati Uniti d'America con un prodotto interno lordo di circa 4.132 miliardi di dollari e un reddito pro capite di 104.018 dollari nel 2024. Se la California fosse uno Stato indipendente, quella californiana sarebbe la quarta economia del globo, davanti all'Giappone e dietro alla Germania, alla Cina e agli stessi USA. Inoltre, essendo la celebre Silicon Valley situata in California, questa vanterebbe alcune delle più importanti aziende tecnologiche di successo del mondo tra cui la Apple, la Alphabet e Facebook.
Essendo allo stesso tempo la California lo Stato federato statunitense più popoloso e più vario dal punto di vista climatico, l'economia della California si presenta molto varia; in particolare, essa ha i suoi punti di forza nella finanza, nei servizi e nel settore manifatturiero. Buona parte delle attività economiche è concentrata nelle grandi città costiere e in particolare a Los Angeles, dove è importante il settore dell'intrattenimento (si pensi a Hollywood), e nell'area della baia di San Francisco, dove risiedono le principali aziende tecnologiche. Entrambe le città, assieme ad altre grandi città portuali come San Diego, sono importanti centri del commercio internazionale. Completa il quadro la California Central Valley, una delle regioni agricole più fertili e produttive del mondo, capace di generare metà dei prodotti agricoli degli Stati Uniti.
Ciononostante, il modello di sviluppo californiano viene oggi rimesso in causa in una prospettiva di sostenibilità ambientale: l'economia californiana non è infatti esente da grandi sprechi energetici, prelievi d'acqua per sostenere l'agricoltura e inquinamento urbano ed industriale.

## Storia
Nel periodo precolombiano gli amerindi di California vivevano di pesca, di una agricoltura rudimentale e di caccia. Nella seconda metà del XVIII secolo gli spagnoli, tramite le loro missioni, svilupparono l'agricoltura e l'artigianato. Un secolo più tardi, la California era al centro degli interessi commerciali di diverse potenze coloniali europee; in particolare, i russi, interessati dalla tratta delle pellicce, fondarono degli empori nel nord dello Stato. Nel frattempo, contrabbandieri europei esploravano le montagne. In seguito all'indipendenza del Messico, le missioni vennero sciolte e le loro terre spartite dai coloni (i cosiddetti ranchos) che praticavano soprattutto l'allevamento.

### La corsa all'oro

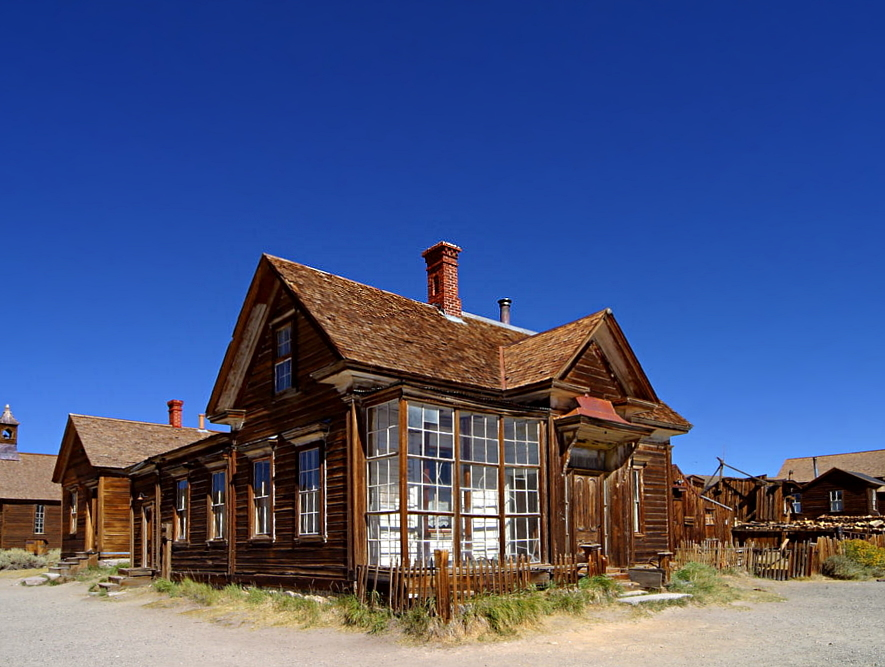
Bodie, una città fantasma, abbandonata una volta esauritasi la corsa all'oro

Il 1848 è una data importante nella storia economica della regione: con il trattato di Guadalupe Hidalgo, la regione venne annessa agli Stati Uniti, di cui diverrà uno Stato federato nel 1850. Poco dopo, la scoperta dell'oro in California vi attrasse cercatori e avventurieri americani ed europei, segnando quindi l'inizio di una grande crescita demografica ed economica. L'agricoltura, facilitata dal clima mite e dalla fertilità dei terreni, si sviluppò su larga scala: negli anni 1870 e 1880, la California si piazzava già in testa agli Stati federati per quanto concerne la produzione di grano.
Si assistette velocemente alla costruzione di nuove strade, scuole e chiese. Tra il 1847 e il 1870 la popolazione di San Francisco, principale centro dell'epoca, passò da 500 a 150 000 persone. La crescita delle ricchezze e della popolazione condusse al miglioramento delle vie di comunicazione tra la California e la costa orientale degli Stati Uniti. La costruzione della Panama Railway, che collegò da un lato all'altro l'istmo di Panama, venne terminata nel 1855. Battelli a vapore, come quelli della Pacific Mail Steamship Company, cominciarono quindi un traffico regolare tra San Francisco e Panama. Tutti gli altri settori beneficiarono dei nuovi collegamenti ferroviari e, successivamente, dell'apertura del canale di Panama, dando un ulteriore impulso allo sviluppo economico. nell'immaginario collettivo, la California del tempo è la terra delle possibilità e dell'oro, in cui è facile fare fortuna rapidamente.

### L'industrializzazione della California
Nel 1869 il completamento della prima ferrovia transcontinentale, finanziata in parte tramite i proventi della corsa all'oro, collegò la California al centro del continente e soprattutto alla costa orientale.

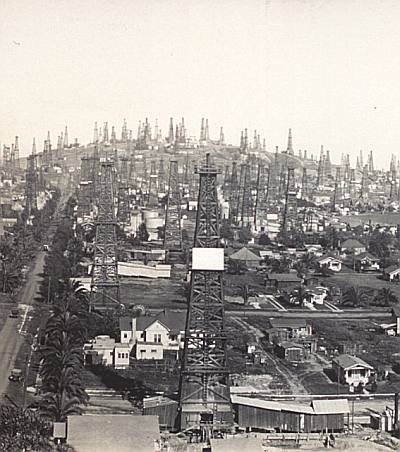
Pozzi petroliferi a Signal Hill nei pressi di Los Angeles

Al principio del XX secolo si assistette alla scoperta di giacimenti petroliferi nella contea di Los Angeles, quindi in altre regioni dello Stato; molto rapidamente il settore petrolifero divenne il più redditizio dell'economia californiana, attraendo un gran numero di persone nel sud dello Stato contribuendo fortemente alla prima fase dello sviluppo della città di Los Angeles. Tra il 1900 e il 1936 la California fu il maggiore produttore di petrolio tra gli Stati americani. I primi decenni del XX secolo videro allo stesso tempo la nascita e lo sviluppo del settore del cinema. Tra i primi studios si annoverano la Metro-Goldwyn-Mayer, la Universal e la Warner Brothers, le quali si insediarono nella zona di Hollywood che da quel momento fu destinata a diventare progressivamente il centro dell'industria cinematografica statunitense.
La Grande depressione colpì fortemente la California negli anni 30: nel 1931 la disoccupazione riguardava più di 700.000 persone, di cui metà nella sola contea di Los Angeles. Negli anni 40 un virus distrusse una grande parte delle piantagioni d'agrumi dello Stato.
La crescita economica riprese quindi progressivamente, più accentuata che nel resto del Paese, principalmente grazie all'agricoltura e all'apparizione di industrie legate alla difesa. Inoltre, col suo clima mediterraneo, i terreni poco cari e la grande varietà di paesaggi, lo Stato attirò sempre più turisti americani. A questo proposito, ebbe un ruolo molto importante il completamento delle prime strade transcontinentali, tra le quali la Lincoln Highway, finita nel 1913, e la celebre Route 66, aperta nel 1926; negli anni 40 l'automobile era ormai un elemento essenziale ed un simbolo dello stile di vita californiano. All'inizio degli anni 30 il settore dello spettacolo aveva ormai esteso il proprio impero sulla radio e, dalla fine degli anni 40, la California meridionale concentra alcune tra le principali emittenti televisive statunitensi come la NBC e la CBS. Dal 1947 la California è il maggiore produttore agricolo tra gli Stati americani.
Durante la seconda guerra mondiale lo Stato fece la sua parte nel sostenere lo sforzo bellico: accolse infatti diverse basi di addestramento, soprattutto nel sud, tra le quali quelle dell'aeronautica militare, la cui industria collegata dava lavoro a circa 300.000 persone ripartite tra grandi aziende come la Douglas Aircraft Company o la Lockheed. San Diego, Long Beach e la baia di San Francisco accolsero invece i grandi cantieri navali. L’afflusso di mano d'opera stimolò fortemente il settore delle costruzioni. Dopo la guerra il settore immobiliare sostituì l'industria petrolifera e l'agricoltura come settore economico trainante della California meridionale. Lo Stato andò incontro ad un processo di modernizzazione e la sua economia si sviluppò: simbolo di questo fu l'apertura, nel 1953, della 110 Freeway, la prima autostrada della Costa occidentale, e del Disneyland di Anaheim nel 1955.